# Alexeter coxalis
Alexeter coxalis är en stekelart som först beskrevs av Carl Gustav Alexander Brischke 1871.  Alexeter coxalis ingår i släktet Alexeter och familjen brokparasitsteklar. Inga underarter finns listade i Catalogue of Life.